# Picos Wilckens
Los Picos Wilckens (en inglés: Wilckens Peaks) son un grupo de picos (de los cuales el más alto de ellos es el Pico Stanley con 1375 m s. n. m.) que poseen forma de un arco que se extiende desde el lado norte del glaciar Keilha hasta la cara norte del glaciar Neumayer en Georgia del Sur, en el océano Atlántico Sur, cuya soberanía está en disputa entre el Reino Unido el cual las administra como «Territorio Británico de Ultramar de las islas Georgias del Sur y Sandwich del Sur», y la República Argentina que las integra al Departamento Islas del Atlántico Sur, dentro de la Provincia de Tierra del Fuego, Antártida e Islas del Atlántico Sur. Los picos se descubrieron entre 1928 y 1929 por Ludwig Kohl-Larsen que dio el nombre de "Wilckenskette" por Otto Wilckens de la Universidad de Bonn. Luego fue adaptado al inglés.